# Billbergia macracantha
Billbergia macracantha là một loài thực vật có hoa trong họ Bromeliaceae. Loài này được E.Pereira mô tả khoa học đầu tiên năm 1975.